# Pleopeltis minima
Pleopeltis minima là một loài dương xỉ trong họ Polypodiaceae. Loài này được J.Prado & R.Y.Hirai mô tả khoa học đầu tiên năm 2011.
Danh pháp khoa học của loài này chưa được làm sáng tỏ. 